# ألان سميث (لاعب كرة قدم مواليد 1949)
ألان سميث (بالإنجليزية: Alan Smith)‏ هو لاعب كرة قدم ومدرب كرة قدم بريطاني في مركز الوسط، ولد في 3 سبتمبر 1949 في نيوبورت في المملكة المتحدة. لعب مع نيوبورت كونتي.